# Odd Crew

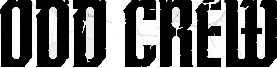
Logotyp zespołu

Odd Crew – bułgarska grupa muzyczna wykonująca groove metal i metal alternatywny, powstała w 1998 roku z inicjatywy (wtedy) około dziesięcioletnich muzyków: Vasila Parvanovskiego, Martina Stoyanova, Boyana “Bonzy” Georgieva i Vasila Raykova. Od początku istnienia zespół gra w niezmienionym składzie.

## Skład zespołu
- Vasil Raykov – wokal (od 1998)
- Vasil Parvanovski – gitara elektryczna (od 1998)
- Martin Stoyanov – gitara basowa (od 1998)
- Boyan "Bonzy" Georgiev – perkusja (od 1998)

## Historia
Zespół początkowo nazwano "Kaskadiori" (pol. Kaskaderzy). Wybrali taką nazwę, ponieważ w drodze do studia zespół miał wypadek samochodowy. Na początku zespół eksperymentował muzyką, aby stworzyć coś oryginalnego. Rok po założeniu nagrali swój debiutancki album – And It’s Rock Again. Wydany został na wiosnę 2000 roku. W 2001 roku formacja dołączyła do zespołu bluesowego Vasca – "The Patch". Po wielu podróżach i krótkiej przewie zespół stworzył nowy album On the Road. Rok później "Kaskadiori" wydali trzeci album studyjny zatytułowany The River of Time.
Wraz z biegiem lat i dorastaniem muzyków zaczęli pisać coraz to cięższe utwory i zmienili gatunek muzyki również na cięższy. Jednocześnie zespół zmienił nazwę na "Odd Crew" i tego samego roku wydał czwarty studyjny album zatytułowany We Are What We Are. Ten album charakteryzował się cięższymi i szybszymi riffami oraz growlem.
W 2009 roku zespół wybrał się na trasę koncertową nazwaną "11 Years of Brotherhood" (pol. "11 lat Bractwa") po różnych krajach Europy (Węgry, Niemcy, Szwajcaria i Anglia). Od 2009 roku pracowali nad nowym albumem. Przebudowali salę prób, aby poprawić dźwięk, a po otwarciu studia Butcher House zespół skończył pracę nad piątym albumem – A Bottle of Friends. Stworzyli również dwa teledyski utworów znajdujących się na tej płycie: "Two Steps to Hell" oraz "A Bottle of Friends".
W czerwcu 2012 roku, ukazał się kolejny album zespołu – Beyond The Shell i trzeci teledysk (do piosenki "Death Trap").

## Dyskografia

### Albumy
| Data wydania         | Tytuł               | Wytwórnia   | Rodzaj         |
| -------------------- | ------------------- | ----------- | -------------- |
| 2000                 | And It’s Rock Again | ?           | EP             |
| 2005                 | On the Road         | ?           | Album studyjny |
| 2006                 | The River of Time   | ?           | Album studyjny |
| 10 listopada 2008    | We Are What We Are  | KMK Records | Album studyjny |
| 22 października 2010 | A Bottle of Friends | KMK Records | Album studyjny |
| 9 czerwca 2012       | Beyond The Shell    | KMK Records | Album studyjny |

## Wideografia

### Teledyski
- 2011: Two Steps to Hell (reż. Ognyan Kostovski)
- 2011: A Bottle of Friends (reż. Ognyan Kostovski)
- 2012: Death Trap (reż. Ognyan Kostovski)

### DVD
- 2010: A Bottle of Friends (+ filmy)

### CD
- 2008: We Are What We Are
- 2010: A Bottle of Friends
- 2012: Beyond the Shell